# Old Surehand 1. Teil
Old Surehand 1. Teil ist ein Western aus dem Jahr 1965. Die Produktion aus der Reihe der deutschen Karl-May-Filme entstand unter der Regie von Alfred Vohrer. In den Hauptrollen sind Stewart Granger, Pierre Brice, Letitia Roman und Larry Pennell zu sehen. Unter seinem eigentlichen Namen Mario Girotti hat der damals noch relativ unbekannte Terence Hill hier seinen dritten Auftritt in einem Karl-May-Film.

## Handlung
Eine Banditenbande unter Führung des „Generals“ raubt einen Zug der Union Bank Railway-Insurance (U. B. R. I.) Ltd. mit Lohngeldern aus. Kurze Zeit später bringen einige Mitglieder der Bande auf der Flucht vor Indianern, denen sie die Büffel erschossen haben, den Sohn des Farmers Mac Hara um und lassen es so aussehen, als wären die Indianer schuld an dessen Tod.
Old Surehand hatte gerade noch rechtzeitig die von den Banditen im Zug eingeschlossenen Passagiere kurz vor Sprengung des Zuges befreit und setzt sich nun weiter auf deren Spur. Auf dem Weg nach Mason City trifft Old Surehand den alten Goldgräber Ben und nimmt ihn mit in die Stadt, wo Ben auf seine Nichte Judith und deren Verlobten Toby trifft, der als Anwalt bei dem Richter Edwards arbeitet. Edwards informiert Old Surehand, dass er immer noch keine neuen Informationen über den Mörder von dessen Bruder hat.
Tou-Wan, der Sohn des Komantschen-Häuptlings Maki-moteh, der in Mason City Gerechtigkeit gegen die Angriffe der Banditen einfordern will, wird von ihnen mitten in der Stadt ermordet, und auch Ben, der etwas zu unbedarft mit seinem Goldfund umgegangen ist, wird ermordet. Hinter den Morden steckt der General, er will mit dem Töten der Büffel und dem Mord an dem Häuptlingssohn die Indianer aufstacheln, gegen die Weißen zu Felde zu ziehen, um ihnen Waffen verkaufen zu können.
Die Komantschen graben tatsächlich das Kriegsbeil aus, um den Mord an ihrem Häuptlingssohn zu rächen, und entführen Toby und Judith, um sie am Marterpfahl sterben zu lassen. Mit dem Versprechen, die wahren Mörder namhaft zu machen, gelingt es Old Surehand, die beiden zu retten.
Die Banditen wollen sich Old Surehands entledigen und stiften das Mädchen Delia an, Old Surehand und seine Begleiter bei einer Übernachtung in einer alten Poststation mit Wein zu betäuben. Old Surehand durchschaut aber den Plan und macht die wartenden Banditen unschädlich. Währenddessen ist Toby vom General gefangen genommen und in einer Tropfsteinhöhle festgesetzt worden. Winnetou kann unbemerkt in die Höhle schleichen und Toby die Fesseln durchschneiden.
Der General hat die Komantschen mit defekten Patronen ausgestattet, und diese legen sich in einen Hinterhalt, um eine Armeegruppe des Captain Miller zu überfallen. Old Surehand warnt diesen jedoch rechtzeitig, und zusammen mit Winnetou gelingt es Old Surehand, Maki-moteh von dem falschen Spiel des Generals zu überzeugen. Indianer und Soldaten inszenieren ein Feuergefecht, locken damit die Banditen an und können sie gemeinsam besiegen. Als der General, der auch verantwortlich für den Mord an Old Surehands Bruder war, auf der Flucht Old Wabble als Geisel nimmt, erledigt Surehand ihn mit einem gezielten Schuss.

## Produktion
Unmittelbar nach dem Ende der Dreharbeiten zu Winnetou 3. Teil begannen am 23. August 1965 die Dreharbeiten zu Old Surehand 1. Teil, denn dieser Film sollte noch zu Weihnachten in die Kinos kommen. Die Organisation übernahm wieder Erwin Gitt. Das Team behielt seine Zimmer im Hotel Lev in Ljubljana. Den Anfang bildeten Aufnahmen in der Westernstadt Stozice, die allerdings an anderer Stelle in Winnetou 3. Teil die Stadt Clinton dargestellt hatte und jetzt „Mason City“ hieß.
Wegen schlechten Wetters wurde vorzeitig in die Höhle Županova Jama/Taborska Jama bei Grosuplje gezogen. Dort spielten alle Szenen im vom General beherrschten Labyrinth des Todes. Danach wechselte das Team nach Rijeka, um in der Ebene von Grobnik Polje einige Reitszenen zu drehen.
Drittes Standquartier wurde Crvena Luka bei Zadar. Hier entstand bei Benkovac an der Bahnlinie, die nach Zecevo führt, in einem nur etwa hundert Meter langen Canyon der Zugüberfall. Es wurde dieselbe Lok wie bei Winnetou 1. Teil benutzt. Um die reibungslose Durchfahrt der Jugoslawischen Staatsbahn zu ermöglichen, wurde der Westernzug auf einer eigens gebauten Ableitung geparkt. Sime Jagarinec, der zuvor den Häuptlingssohn Tou-Wan verkörpert hatte und jetzt einen Banditen spielte, zog sich beim Sprung vom Dach eines Waggons einen dreifachen Knöchelbruch zu, weshalb sein eingegipstes Bein nie ins Bild kam.
Bei Bokanjak hatte der Architekt Vladimir Tadej die Mac-Hara-Farm aufgebaut. An der Zrmanja fand das Treffen zwischen Winnetou und Old Surehand statt. Aufmerksame Kinobesucher erkannten darin den Standort des Apachenpueblos der Winnetou-Filme wieder. Auch am Tulove Grede, dem „Nugget Tsil“ von Winnetou 1. Teil, entstanden mehrere Aufnahmen. Am 3. Oktober 1965 prallte ein Kleinlastwagen des Straßenbauamtes gegen einen mit jugoslawischen Komparsen besetzten Bus, der in den Straßengraben stürzte. Es gab bei der Equipe ein Todesopfer und 15 Verletzte.
Das vierte Standquartier wurde in Split im Hotel Marijan aufgeschlagen. Beim Zementwerk von Solin erbaute Tadej die verfallene Posthalterei. Das in der Nähe gelegene Jicarillo-Dorf aus Winnetou 3. Teil wurde zum Komantschenlager umfunktioniert. Auf der anderen Seite von Split in Radmanove mlinice bei Omis wurde der Indianerüberfall auf Toby und Judith gedreht. Am 27. Oktober 1965 waren die Dreharbeiten beendet.
Geschnitten wurde der Film bei der CCC, in deren Studios auch vom 22. bis 26. November die Synchronarbeiten stattfanden. Die Musikaufnahmen folgten vom 30. November bis 1. Dezember in den Studios der Berliner Union-Film.
Die Uraufführung fand am 14. Dezember 1965 im Mathäser-Filmpalast in München statt. Insgesamt wurden in der Bundesrepublik über 2,5 Millionen Eintritte gezählt.
Eine englischsprachige Synchronfassung des Films kam unter dem Titel „Flaming Frontier“ in die Kinos.
Die ursprünglich für 1966 geplante Fortsetzung Old Surehand 2. Teil der Rialto Film wurde letztlich ersatzlos gestrichen, der Drehbeginn von Winnetou und sein Freund Old Firehand wurde um einen Monat verschoben, so dass 1966 nur noch zwei Karl-May-Filme entstanden.

## Synchronisation
| Rolle      | Darsteller        | Synchronsprecher |
| ---------- | ----------------- | ---------------- |
| Surehand   | Stewart Granger   | Heinz Engelmann  |
| Winnetou   | Pierre Brice      | Thomas Eckelmann |
| Judith     | Letitia Roman     | Marianne Lutz    |
| General    | Larry Pennell     | Rainer Brandt    |
| Toby       | Mario Girotti     | Joachim Ansorge  |
| Miller     | Erik Schumann     | Erik Schumann    |
| Edwards    | Wolfgang Lukschy  | Wolfgang Lukschy |
| Delia      | Jelena Jovanovic  | Marianne Mosa    |
| Molly      | Hermina Pipinić   | Edith Schneider  |
| Potter     | Bata Živojinović  | Horst Niendorf   |
| Clinch     | Dušan Janićijević | Jürgen Thormann  |
| Maki-moteh | Dušan Antonijević | Martin Hirthe    |
| Ben        | Vladimir Medar    | Alexander Welbat |
| Joe        | Voja Mirić        | Joachim Nottke   |
| Wabble     | Paddy Fox         | Hugo Schrader    |

## Kritik
„OLD SUREHAND ist routinierter und witziger gemacht als die meisten deutschen ‚Western‘ vor ihm. Ein paar Action-Szenen haben endlich mal Schwung. Der erste Karl-May-Western, in dem man sich nicht langweilen muß.“

„Formal durchschnittlicher Karl-May-Western ohne besondere Attraktionen.“

„Abermals publikumsattraktive Karl-May-Verfilmung. Geschäft: sehr gut.“

„Solide Technik wie Farbkamera, Schnitt und Musik verhelfen zwar dem teutonischen Western zum Gelingen, der Gesamteindruck, schon wegen des eingetrotteten Ensembles, bleibt blaß: Old Mayerei.“

„Dies ist keine freie Bearbeitung des Karl-May-Romans, sondern eine gänzlich neue Geschichte. […] Stewart Granger macht aus dem Mayschen Old Surehand einen lässigen Westmann – wenn man als Zuschauer vergißt, daß dies ein Karl-May-Film sein soll, ist seine schauspielerische Leistung immerhin sehenswert.“

„Sehr freie Verfilmung des gleichnamigen Romans von Karl May, wenig dicht und kaum spannend. Unterhaltend ist der Western nicht zuletzt durch die selbstironische Lässigkeit, mit der Stewart Granger die Hauptrolle spielt.“